# Little Eppleton
Little Eppleton var en civil parish fram till 1937 då den blev en del av Hetton, i grevskapet Durham (nu Tyne and Wear), i England. Denna civil parish var belägen 10 km från Sunderland och hade 35 invånare år 1931.